# Tony Danza
Tony Danza (nascido em 21 de abril de 1951) é um ator americano.
É mais conhecido como protagonista das séries Taxi e Who's The Boss?.

## Biografia
Tony Danza nasceu Anthony Salvatore Iadanza no Brooklyn, em Nova Iorque, seus pais eram Anne Cammisa (1925-1993) e Matty Iadanza (1920-1983). Anne nasceu em Campobello di Mazara,Sicília e emigrou para os Estados Unidos, com cinco irmãos e irmãs em 1929;a família paterna era de Pietrelcina,Itália. Danza tem um irmão mais novo, Matty Jr. (1954), dono de um restaurante em Los Angeles chamada Matty. Quando tinha 14 anos, ele e sua família se mudaram para a comunidade de Malverne, Long Island, e Danza e seu irmão estudaram na Malverne High School, graduando-se em 1969. Danza obteve uma licenciatura em história da educação em 1973 pela Universidade de Dubuque, onde ele estudou com uma bolsa de wrestling. Foi durante seu primeiro ano de faculdade que ele fez tatuagem em seu braço direito Robert Crumb Keep on Truckin. Em uma entrevista de 1985, a revista Us Weekly, Danza comentou: "Eu estava jogando sinuca com um cara que tinha todas essas tatuagens, e eu queria ser amigo."  Danza também tem uma tatuagem de luvas de boxe em seu ombro direito. Também durante a faculdade, Danza conheceu e se casou com sua primeira esposa, Rhonda (Yeoman) Iadanza, com quem teve dois filhos.
De 1976 a 1979, Danza foi pugilista profissional com um recorde de 9-3, com todas as suas lutas, vitórias e derrotas, terminando por nocaute.
Logo após sua graduação da faculdade, Danza foi descoberto por um produtor em um ginásio de boxe em Nova York. Ele, então, ganhou um lugar no programa de televisão Taxi.
Em 1986, Danza casou pela segunda vez, com Tracy Robinson. O casal se divorciou em 2007 e tem duas filhas, Katherine (nascida em 1987) e Emily (nascido em 1993).
Em 2005, Tony Danza tornou-se avô quando seu filho Marc e a esposa, Julie, tiveram um filho, Nicholas. Em 2008, Danza e seu filho Marc publicaram um livro de receitas não se encha a Antipasto: Father and Son Tony Danza`s Cookbook.

## Carreira
Danza é mais conhecido por seus papéis em Taxi (1978-1983), em que interpretou um motorista de táxi e boxeador em meio período, "Tony Banta". Em Who's the Boss? (1984-1992), Danza retratou um jogador de beisebol aposentado trabalhando como empregado doméstica e pai solteiro, Tony Micelli.
Danza também estrelou as comédias de curta duração Hudson Street (1995) e The Tony Danza Show (1997), que não deve ser confundido com o seu talk show de mesmo nome. Ele teve um papel no drama da TV Family Law entre 2000 até 2002.
Ele foi indicado para um Emmy por um ator convidado por seu papel na série de TV The Practice em 1998. Sua estréia no cinema foi na comédia Os Cavaleiros de Hollywood (1980), que foi seguido por Going Ape! (1981). Ele recebeu a aclamação da crítica por sua atuação no revival da Broadway de 1999, de Eugene O'Neill jogar The Iceman Cometh.
Em 2002, Danza lançou seu primeiro álbum, The House I Live In como crooner dos anos 1950.
Danza hospedou seu próprio talk show de TV, The Tony Danza Show, um programa produzido nacionalmente todas as manhãs da semana em sua cidade natal, Nova York (onde foi transmitida ao vivo). Em 09 de maio de 2005, durante uma corrida de kart com estrelas da NASCAR Rusty Wallace, que foi um dos convidados do show, Danza de kart capotou após Wallace acidentalmente esbarrou nele. Nem ele nem Wallace estava usando um capacete no momento. Danza voltou a correr de kart em 20 de outubro de 2005, contra a piloto de IndyCar Danica Patrick, mas seus freios funcionaram mal e ele bateu em uma parede,saindo ileso. Seu talk show diário terminou em maio de 2006, o último episódio foi ao ar ao vivo em 26 de maio de 2006. O último episódio foi comemorado com artistas do circo Ringling Brothers.
Ele estrelou na Broadway como "Max Bialystock" em Os Produtores, de 19 de dezembro de 2006 até 11 março de 2007, e reprisou seu papel em Paris, e em Las Vegas entre 13 de agosto de 2007 e 09 de fevereiro de 2008.
Em maio de 2008, Danza lançou Antipasto: Father and Son, Tony Danza`s Cookbook, um livro escrito por ele e seu filho Marc, um chef.
Em setembro de 2008, foi relatado que Danza participaria da Temporada 4 do programa The Contender. A temporada foi filmada em Cingapura e começou a ser exibida em dezembro de 2008 no canal esportivo Versus TV.
Em agosto de 2009, foi relatado que Danza iria estrelar um novo reality show "Ensinar: Tony Danza" do canal A&E, na qual ele iria co-instruir aulas de Inglês na Northeast High School, na Filadélfia. A série foi filmada durante o ano lectivo de 2009-2010 e está programado para estrear na A&E em 1 de outubro de 2010. Atualmente, participa do Scott and Zander's Crazy Night, criado pelo músico e escritor Gregg Alexander.

## Filmografia

### Cinema
- Os Cavaleiros de Hollywood (1980) ... Duke - listado nos créditos como Tony Nancy
- Going Ape! (1981) ... Foster
- Cannonball Run II (1984) ... Terry
- Thompson e sua Bananas (1988) ... Geraldo Thompson
- She's Out of Control (1989) ... Doug Simpson
- I'm From Hollywood (1992) ... Camafeu
- Angels in the Outfield (1994) ... Mel Clark
- Illtown (1996) ... D'Avalon
- Dear God (1996) ... Se
- Glam (1997) ... Sid
- A menina Moe (1997) (em vídeo) ... Moe
- Um Estado Brooklyn of Mind (1997) ... Louie Crisci
- Meet Wally Sparks (1997) ... New York Cab Driver
- 12 homens e uma sentença (1997)
- A Whisper (2004) .... Simon
- Crash (2004) ... Fred
- O Nail: The Story of Nardone Joey (2009) ... Chickie
- Aftermath (2009) .... Rei
- Firedog (2010) (voz) .... Rochoso

### Televisão
- Taxi (1978-1983) (série) ... Tony Banta
- Murder Can Hurt You! (1980) ... Pony Lambretta
- Barras simples, as mulheres solteiras (1984) ... Dennis
- Who's the Boss? (1984-1992) (série) ... Morton Anthony "Tony" Micelli
- Doing Life (1986) ... Jerry Rosenberg
- Freedom Fighter (1988) ... Vic Ross
- O paradeiro de Jenny (1991) ... Rowdy Padroeiro
- Baby Talk (1991) (série) (voz) ... Mickey Baby Campbell
- Mortos e vivos: a Corrida para Farace Gus (1991) ... Constible Farace
- A Mighty Jungle (1994) (série) (voz) ... Vinnie, o Jacaré
- Deadly Whispers (1995) ... Tom Acton
- Hudson Street (1995) (série) ... Tony Canetti
- Sinatra: 80 anos My Way (1995) ... Camafeu
- Freakazoid! (1996) ... Cameo Referência
- Berenstain Bears (1985) ... vozes
- Bob Hope: Rir com os Presidentes (1996) ... Co-host
- North Shore Fish (1996) ... Sal
- 12 Homens e Uma Sentença (1997) ... Jurado # 7
- The Tony Danza Show (1997) (série) ... Tony DiMeo
- A coleta de lixo Field Goal Kicking Fenômeno Philadelphia (1998) ... Barney Gorman
- Noé (1998) ... Norman Waters
- A Prática (1999)
- Direito de Família (2000) ... Joe Celano
- Miss America Pageant (2001) ... Hospedeiro
- Roubos de Natal (2003) ... Jack Clayton [11]
- The Tony Danza Show (2004-2006) (talk show) ... Hospedeiro
- All My Children (2005) (convidado) ... Dom Hotel
- Rita Rocks (2008) ... Boss Jay's
- The Contender 4 (2008) ... Hospedeiro
- Hannity (2009) ... Convidado Especial
- Ensinar: Tony Danza (2010) ... Se
- Scott and Zander's Crazy Night (2011) ... Tony Danza
- The Good Cop (2018) ... Tony Caruso Sr.